# 蓋爾萊克鎮區 (明尼蘇達州克羅溫縣)
蓋爾萊克鎮區（英語：Gail Lake Township）是位於美國明尼蘇達州克羅溫縣的一個行政鎮區。

## 地方資料
蓋爾萊克鎮區的面積為46.99平方千米，當中陸地面積為43.40平方千米，而水域面積為3.58平方千米。根據2020年美國人口普查的數據，當地共有人口97人，而人口密度為每平方千米2.06人。